# Сахалинская ГРЭС
Сахалинская ГРЭС — выведенная из эксплуатации тепловая электростанция, расположенная в селе Лермонтовка Поронайского района Сахалинской области. Входила в состав ПАО «Сахалинэнерго» (входит в группу РусГидро).

## Конструкция станции
Сахалинская ГРЭС представляла собой тепловую конденсационную паротурбинную электростанцию. Установленная мощность электростанции по состоянию на момент вывода из эксплуатации — 84 МВт, тепловая мощность — 15 Гкал/час. Станция работала в базовом режиме с выводом в холодный резерв с апреля по сентябрь. Тепловая схема станции выполнена с поперечными связями по основным потокам пара и воды. В качестве топлива использовался бурый уголь сахалинских месторождений марки 3БР. Состав оборудования станции по состоянию на момент вывода из эксплуатации:
- Турбоагрегат № 5 мощностью 42 МВт, в составе турбины К-42/50-90-4 с генератором ТВФ-60-2, введён в 1971 году;
- Турбоагрегат № 6 мощностью 42 МВт, в составе турбины К-42/50-90-4 с генератором ТВФ-60-2, введён в 1972 году.

Пар для турбоагрегатов вырабатывали три энергетических котла (станционные номера 2,4 и 6) — один БКЗ-220-100-9С и два БКЗ-220-100 Ф. Также имелись два электрокотла, использовавшихся для отопления и горячего водоснабжения с. Восток. Система технического водоснабжения — прямоточная, с забором воды из залива Терпения Охотского моря, пресная вода для подпитки котлов подавалась из р. Горянки. Выдача электроэнергии в энергосистему производилась с открытых распределительных устройств (ОРУ) напряжением 35, 110 и 220 кВ по следующим линиям электропередачи:
- ВЛ 220 кВ Сахалинская ГРЭС — ПС Смирных (Д-11);
- ВЛ 220 кВ Сахалинская ГРЭС — ПС Макаровская (Д-1);
- ВЛ 220 кВ Сахалинская ГРЭС — ПС Краснопольская (Д-11);
- ВЛ 110 кВ Сахалинская ГРЭС — ПС Поронайская (С-31);
- ВЛ 35 кВ Сахалинская ГРЭС — ПС Разрез с отпайками на ПС Восток и ПС Лермонтово, 2 цепи (Т-311, Т-312).

## История
Строительство станции (под названием Южно-Сахалинская ГРЭС) было начато в 1961 году, стройка была объявлена Всесоюзной ударной комсомольской. Первый турбоагрегат был пущен 28 декабря 1965 года. В 1972 году станция достигла проектной мощности в 315 МВт, в эксплуатацию были введены 6 турбоагрегатов: три турбины (первая очередь строительства) типа К-50-90-3 мощностью 50 МВт каждая (№ 1—3) три турбины (вторая очередь) типа К-50-90-4 мощностью 55 МВт каждая (№ 4—6), а также шесть котлоагрегатов. К началу 1990-х годов оборудование станции достигло высокой степени износа, начался процесс постепенного вывода из эксплуатации оборудования или его перемаркировки со снижением мощности. В 1992 году котлоагрегат № 1 был демонтирован. В 2013—2014 годах из эксплуатации были выведены четыре из шести турбоагрегатов. Полный вывод станции из эксплуатации был произведён 1 декабря 2019 года после завершения строительства Сахалинской ГРЭС-2 мощностью 120 МВт. Для замещения тепловой мощности станции в с. Восток построена работающая на угле котельная. Распределительное устройство станции, имеющее системное значение, оставлено в эксплуатации как трансформаторная подстанция с присвоением наименования ПС 220 кВ «Лермонтовка».